# Cape Moneta
Cape Moneta är en udde i Antarktis. Den ligger på Laurie Island i Sydorkneyöarna. Argentina och Storbritannien gör anspråk på området. 
Terrängen inåt land är kuperad åt sydost, men västerut är den platt. Havet är nära Cape Moneta västerut. Trakten är obefolkad.